# Ponthieva
Ponthieva es un género de orquídeas perteneciente a la subfamilia Orchidoideae. Es un género que fue nombrado en honor de Henri de Ponthieu, un comerciante francés que envió desde las Indias Occidentales  colecciones de plantas a Sir Joseph Banks en 1778.
Las especies de este género se pueden encontrar desde los estados del sur de los EE. UU. a México, el Caribe y la América tropical. Se trata principalmente de plantas terrestres con crecimiento simpodial, pero algunas son epífitas.
Tiene su raíz fibrosa,  mostrando largos y suaves pelos. Una de sus características es su engrosamiento. El simple tallo delgado crece a partir de rizomas y presentando hojas basales con un tallo de ligero a un poco más largo. Las flores crecen en racimo sobre el extremo terminal de pedúnculos brácteados. Su sépalo dorsal está unido a los pétalos en el ápice.  Los pétalos son libres o, a veces, fundidos en los flancos de la columna. Los sépalos laterales se encuentran sueltos o fundidos.
Tiene cuatro Polinias, amarillos, claviformes, que se presentan unidos en pares.

## Especies dePonthieva
A continuación se brinda un listado de las especies del género Ponthieva aceptadas hasta mayo de 2011, ordenadas alfabéticamente. Para cada una se indica el nombre binomial seguido del autor, abreviado según las convenciones y usos y la publicación válida.
- Anexo:Especies de Ponthieva